# Ban (títol)
El ban era un títol nobiliari a Croàcia, atribuït al governador del territori del Regne de Croàcia. Tenien atribucions militars i civils. El 1625 el ban de Croàcia passà a formar part de la cambra de magnats hongaresos. El càrrec va ser suprimit el 1918. El títol també s'utilitza en certes zones d'Hongria i Bòsnia.
A Zagreb es troba el Palau del Ban, edifici neobarroc, que en l'actualitat és la seu del govern de la república de Croàcia. El seu bombardeig del 7 d'octubre de 1991 va ser un moment frontissa en la desagregació de Iugoslàvia.

## Bans
- El comte Josip Jelačić (1801-1859), ban de 1848 a 1859